# HAM Spirit
HAM Spirit je soubor nepsaných norem chování radioamatérů uvnitř komunity příznivců radioamatérského vysílání i vůči okolí. Jeho první verzi formuloval Paul M. Segal (W9EEA) v roce 1928.
Esence HAM spiritu je shrnuta v 6 bodech:
- ohleduplnost
- oddanost
- pokrokovost
- přátelskost
- vyrovnanost
- patriotismus

## 10 bodů HAM Spiritu
10 bodů HAM Spiritu, jak je propagoval jeden z předních československých radioamatérů a DX-manů Ing. Vladimír Srdínko, ex OK1SV:[zdroj?]
1. Radioamatér nesmí být sobcem. Nepoužívá svého zařízení pouze pro svoje potěšení a nekazí ostatním radioamatérům radost ze spojení ani úmyslně, ani neúmyslně – trpělivě počká s voláním protistanice, až druhá stanice spojení dokončí. Nevolá bezhlavě, aniž by protistanici vůbec slyšel. Používá jen takového příkonu, kterého je pro dané spojení zapotřebí, místní i blízká spojení pak nedělá v úsecích pásma, vyhrazených pro DX-provoz. Vždy se odladí, požádá-li jej o to jiná stanice, které ruší její spojení apod. Je si vědom svých povinností vůči ostatním a nezklame nikdy důvěru, danou mu udělením oprávnění k vysílání.
2. Radioamatér dodržuje vždy a za všech okolností povolovací podmínky a všechny další zákonné povinnosti. Je to věcí jeho cti!
3. Radioamatér je pokrokový, udržuje svoje zařízení na nejlepší technické úrovni a vylepšuje je nepřetržitě podle posledních vědeckých poznatků, aby co nejlépe využil radioamatérských pásem. Jeho zařízení má vždy nejen technickou úroveň, ale i co nejlepší vzhled.
4. Radioamatér pomáhá druhým, každý druhý radioamatér je mu přítelem. Se začátečníky pracuje pomalu a trpělivě a radí jim v provozu i při výstavbě jejich zařízení. Rovněž jeho poměr k sousedům, vlastnícím rozhlasové a televizní přijímače je vždy takový, jak amatérský duch přikazuje.
5. Radioamatér respektuje různé druhy radioamatérské činnosti, svoji vlastní činnost nepovyšuje nad ostatní, nepohlíží s úkosem na VKV, na technickou činnost, ani na DX-práci, má snahu po získání QSL-lístků, diplomů a podobně. Každý druh naší činnosti má své oprávnění a své zastánce, kteří se navzájem respektují.
6. Radioamatér je člověk vyrovnaný. Amatérské rádio je jeho koníčkem, ale nesmí si dovolit pro ně zanedbávat svoje povinnosti vůči rodině, v povolání, ve škole a vůči veřejnosti vůbec.
7. Radioamatér je rovněž obětavý a pomůže samozřejmě tam, kde je jeho vědomostí potřeba, ať již na pracovištích, nebo třeba v případě nouze, při katastrofě a podobně. Nikdy se pro to nepovyšuje, je to jeho samozřejmá povinnost.
8. Radioamatér pomáhá také vědě. Dodává exaktní výsledky svých pozorování při různých světových akcích, což je při celosvětové radioamatérské síti stanic neocenitelnou pomocí. Obzvláště dobré výsledky své technické práce dává samozřejmě technické veřejnosti k disposici.
9. Radioamatér je čestný a otevřený. To je též smyslem radioamatérských spojení, závodů a soutěží. Nikdy si nepomáhá švindlem a podvodem!
10. Radioamatér šíří přátelství mezi národy celého světa v tom nejkrásnějším slova smyslu.